# Carolina Fadic
Carolina Fadic Maturana (Santiago, 27 de febrero de 1974-Santiago, 12 de octubre de 2002) fue una actriz y presentadora de televisión chilena.
Comenzó su carrera con tan sólo 19 años, al ser elegida por el director Vicente Sabatini para protagonizar sus exitosas producciones de los años 1990.
Interpretó el papel principal en las telenovelas Rompecorazón (1994), Estúpido cupido (1995), Oro verde (1997), Algo está cambiando (1999) y Sabor a ti (2000), desde entonces comenzó a ser considerada como una de las actrices más bellas y rentables de la industria televisiva. Su debut en cine fue con el filme La rubia de Kennedy del director Arnaldo Valsecchi, y su último filme fue Antonia (2001).
En televisión también fue una de las conductoras del programa de espectáculos Primer plano.
Fadic falleció la mañana del 12 de octubre de 2002 producto de varios infartos cerebrales y una disección espontánea de la arteria basilar, mientras se encontraba en el auge de su carrera. Su inesperada muerte causó duelo y conmoción en Chile.

## Biografía
Fadic nació en Santiago de Chile, Hija de Mario Fadic Burgos y de Ana María Maturana Alvear.
Los primeros años se crio en una acomodada familia y estudió en el Colegio John's Villa Academy, y luego en el Colegio Alcalá, establecimiento que concordaba con su manera de pensar.[cita requerida] A los 13 años de edad, enfrenta la separación de sus padres. Finalizado sus estudios secundarios, ingresó a la Escuela de Teatro de Fernando González para estudiar teatro. Solo un par de pruebas de cámara bastaron para que el director Vicente David Sabatini Downey le ofreciera protagonizar con sólo 19 años, Rompecorazón (1994) de Televisión Nacional de Chile, el cual sería su debut en televisión. Paralelamente en ese mismo año, conoció a Gabriel del Carril, un fotógrafo casi 20 años mayor que ella, con quien se casó tiempo después y tuvo a su único hijo, Pedro. Sin embargo, el matrimonio no funcionó y en 2001 se divorciaron.
En 1995, Fadic protagoniza su segunda telenovela, la cual es protagonizada junto con Francisco Reyes y Claudia Di Girólamo. Esta segunda telenovela se llamó Estúpido Cupido de Vicente Sabatini, basada en los años 1960, en donde Fadic interpreta a la miss Chile, Mónica Tagle, donde recibió críticas positivas y compartió escena con Álvaro Rudolphy y Álvaro Morales. En aquel año hace su debut en el cine, protagonizando el filme La Rubia de Kennedy de Arnaldo Valsecchi.
En 1997, vuelve a la televisión protagonizando la producción ecológica Oro verde, interpretando a Antonia y posteriormente el año siguiente deja los protagónicos para interpretar a una de las antagonistas de Iorana (1998) en donde interpreta a Paula Novoa, una ambiciosa y obsesiva periodista en busca del moái sumergido. En esta telenovela compartió escenas con Álvaro Morales, Alejandra Fosalba, Juan Falcón y Viviana Rodríguez. En el mismo año debuta en teatro y participa en la obra Restos Humanos o la verdadera naturaleza del amor.
Carolina se consagra actoralmente y le dio un giro a su vida, y a pesar de tener contrato indefinido con TVN, deja el área dramática de dicha estación televisiva, luego de problemas con algunos miembros del equipo y el agotamiento de los viajes entre Santiago y Rapa Nui por las grabaciones de Iorana. Emigra a Megavisión para protagonizar Algo está cambiando (1999) junto con Renato Münster. Su estadía en la cadena televisiva fue agradable a pesar del bajo índice de audiencia de la telenovela. Ante la inestabilidad del área dramática de Megavisión, decide cambiarse nuevamente de estación televisiva. Esta vez tuvo la posibilidad de volver al área dramática de TVN, pero finalmente decide emigrar a la cadena televisiva de Canal 13.
En 2000, protagoniza sus dos últimas telenovelas como Sabor a ti y Piel canela, producciones que fracasaron ante sus competencias de TVN. Posteriormente Canal 13 deja de hacer producciones tras la crisis que tuvo su área dramática a comienzos de la década de 2000. Tras esto estuvo cesante para luego ingresar a Chilevisión en 2001, al programa de espectáculos Primer plano, que fue su último trabajo en televisión.
Anteriormente participó en varias obras de teatro, entre las que destacan los dos textos del dramaturgo Juan Claudio Burgos, El Tratado del Príncipe, la torre y las manos bermejas (2001), estrenada en la VII Muestra de Dramaturgia Nacional y dirigida por el español Domingo Ortega, y Petrópolis (2002), dirigida por Julio Pincheira.

«Córtenme las manos, pero no me pidan que deje de actuar, porque amo hacerlo. (...) En el escenario uno entrega el alma, el cuerpo y la sangre. Es un placer que se te devuelve con un aplauso o con una sonrisa que no esperabas. Pero, por otro lado, está la imposibilidad de vivir de este gran amor donde convives con la angustia, las penurias, la pobreza, la desilusión».
Carolina Fadic en entrevista a diario La Tercera

## Muerte
La madrugada del miércoles 9 de octubre de 2002, Fadic asiste a la primera fiesta que realiza la casa de alta costura Christian Dior en Chile, organizada para el lanzamiento del exclusivo perfume Addict, creado por el diseñador John Galliano. En el lugar, a la actriz se le ve acompañada por su amiga y compañera de trabajo Patricia Larraín, ambas realizaban notas y entrevistas para el programa de espectáculos Primer plano, según testigos, Fadic manifiesta en este evento fuertes dolores de cabeza.
La actriz se retira poco antes de la medianoche rumbo a su domicilio, ubicado en calle Martín de Zamora, Las Condes, acompañada por su novio, el periodista Eduardo Kuthe. Horas más tarde, a las 0:54 de la madrugada, debido a los fuertes dolores de cabeza que sufre Fadic, Kuthe, su novio, solicita una ambulancia al servicio de urgencias Help, según consta en los registros de esta Institución. En una entrevista el asesor de Help, Roberto Mardones declara: «[...] La actriz presentó una fiebre altísima, cerca de 41 grados». Fadic tuvo convulsiones mientras se dirigía a la clínica, prontamente sufrió un paro cardíaco, siendo intubada de emergencia. La actriz llegó en estado de inconsciencia a la Clínica Santa María de Santiago, víctima de un accidente vascular encefálico, que le produjo múltiples infartos cerebrales y alzas de temperatura corporal y, 56 horas más tarde, el 12 de octubre de 2002, fallece.
El comunicado oficial de la clínica indica que Fadic al ingresar al centro de especialistas, fue evaluada por un equipo de neurología, y se le realizan distintos exámenes que determinan el diagnóstico. El médico de la UTI, el doctor Arturo Schenfel, confirma que se trata de un infarto cerebral y especifica que la actriz padece de una afección nueva que ha aparecido entre la gente más joven, llamada disección de las arterias cerebrales.
Sus restos fueron velados en Galpón 7 de la calle Chucre Manzur, en el barrio Bellavista de la capital, al que asistieron más de cinco mil personas, entre ellas el director Vicente Sabatini, la actriz Claudia Di Girolamo, el escritor Pedro Lemebel y la primera dama de la República de ese entonces, Luisa Durán. Tras un responso ofrecido por el sacerdote Felipe Berríos, sus restos fueron dirigidos al cementerio Parque del Recuerdo, en donde, con una asistencia de unas seis mil personas, su cuerpo fue cremado.

«La muerte no me asusta, la tomo como algo que tiene que pasar. Pero la vejez, postrada, me aterra. Pienso que no llegaré a eso: me voy a morir antes».
Carolina Fadic en una de sus últimas entrevistas.

## Filantropía
En 1997 cuando rodaba la telenovela Oro verde, la actriz tuvo contacto por primera vez con el mundo de la ecología, y desde entonces no se desligó de ese tema. Fadic fue la cara visible en Chile de la controvertida campaña iniciada por organizaciones ecologistas de Chile (Defensores del Bosque) y Estados Unidos (Forest Ethics) que tenía como objetivo que las exportaciones forestales chilenas sean certificadas por la Forest Stewardship Council (FSC), entidad ligada a los ambientalistas que podrían llevar adelante un boicot a los envíos nacionales por la supuesta destrucción de bosque nativo que esta actividad acarrearía.
Fadic también participó en distintas entidades en ayuda de los más vulnerables, y en varias organizaciones como, homosexuales, personas con sida, DD.HH. y la fauna chilena. Además fue una activa colaboradora de la Teletón, obra líder en Chile en ayuda de los discapacitados.[cita requerida]

## Filmografía
| Año  | Título              | Rol              | Director            | Notas                             | Ref. |
| ---- | ------------------- | ---------------- | ------------------- | --------------------------------- | ---- |
| 1995 | La Rubia de Kennedy | Rubia de Kennedy | Arnaldo Valsecchi   | Protagonista                      |      |
| 1999 | Los secretos        | Antonella"Nella" | Fernando Guarinello |                                   |      |
| 2000 | Monos con navaja    | Josefina         | Stanley Gonczanski  | Reparto                           |      |
| 2001 | Antonia             | Antonia Moltedo  | Mariano Andrade     | Protagonista (con Jorge Zabaleta) |      |

## Televisión
| Año  | Título              | Rol                | Notas             | Canal               | Ref. |
| ---- | ------------------- | ------------------ | ----------------- | ------------------- | ---- |
| 1994 | Rompe corazón       | Camila Sullivan    | Protagonista      | Televisión Nacional |      |
| 1995 | Estúpido cupido     | Mónica Tagle       | Protagonista      | Televisión Nacional |      |
| 1997 | Oro verde           | Antonia Sandoval   | Protagonista      | Televisión Nacional |      |
| 1998 | Iorana              | Paula Novoa        | Antagonista       | Televisión Nacional |      |
| 1999 | Algo está cambiando | Karen Steinlein    | Protagonista      | Mega                |      |
| 2000 | Sabor a ti          | Ángela Herrera     | Protagonista      | Canal 13            |      |
| 2001 | Piel canela         | Katyna Berger      | Papel coprincipal | Canal 13            |      |
| 2002 | Cuentos de mujeres  | Mariana Valdivieso | Protagonista      | Televisión Nacional |      |

| Año       | Título       | Rol        | Canal       | Ref. |
| --------- | ------------ | ---------- | ----------- | ---- |
| 2001-2002 | Primer Plano | Conductora | Chilevisión |      |

## Teatro
- 1997: Restos humanos o la verdadera naturaleza del amor, dirigida por Francisco Melo.
- 1998: MunChile
- 1999: No me pidas la luna, dirigida por Ana Reeves.
- 2000: Los jerarcas
- 2001: El Tratado del Príncipe, la torre y las manos bermejas
- 2002: Petrópolis